# Clavinet
Le Clavinet est un instrument à clavier de la firme allemande Hohner. Ernst Zacharias (en) en est l'inventeur.

## Principe et fonctionnement

1:Clef d'accordage, 2:Etouffoir (laine), 3:Marteau, 4:Enclume, 5:Touche, 6:Corde, 7:Micro (pickup), 8:Attache

Tous les modèles de Clavinet comportent 60 touches, ce qui correspond à 5 octaves (de Fa0 à Mi5).
Le fonctionnement du Clavinet est très proche de celui du clavicorde : chaque touche appuie sur une corde et la sépare en deux, une partie de la corde est recouverte d'un fil de laine qui étouffera la corde lorsque la touche sera relâchée, l'autre partie vibre. Selon le principe de la guitare électrique, la vibration de la corde est transformée en signal électrique par des micros, puis amplifiée.
Son fonctionnement peut également être comparé à du tapping.

## Sonorité
Le clavinet est une version électrique du clavicorde, qui présente un son "cristallin et claquant"[réf. nécessaire]. Dans sa version amplifiée, le clavinet se démarque de son ancêtre car il est souvent composé d'effets généralement utilisés pour la guitare (Wah-Wah, phaser...)

## Historique
Ernst Zacharias qui en est le créateur avait déjà à son actif plusieurs claviers électromécaniques comme le Cembalet et le Pianet.

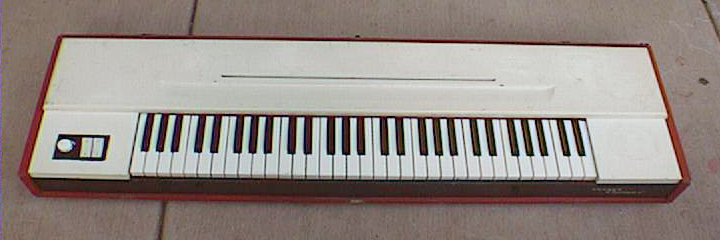
Clavinet C

Plusieurs modèles de Clavinet ont été produits, parmi lesquels :
- le Clavinet 1 (1964), avec un amplificateur intégré
- le Clavinet 2, doté de filtres
- le Clavinet L (1968), de forme triangulaire avec les couleurs des touches inversés
- le Clavinet C (1968)
- le Clavinet D6 (1971)
- le Clavinet E7 (1977)
- le Clavinet Pianet Duo (1977) : intègre un Clavinet et un Pianet, avec possibilité de mixer et de spliter les sons sur le clavier. Il existe aussi sous appellation Pianet Clavinet Duo.

## Utilisation
Le clavinet avait été créé dans le but d'obtenir un son proche du clavecin et était destiné à la musique classique. Les styles de musique pour lesquels il a été le plus utilisé sont pourtant les styles disco et funk.
Également beaucoup utilisé dans la musique reggae, le clavinet est devenu un élément distinctif de cette musique.
Les similitudes techniques et sonores entre le clavinet et la guitare électrique ont poussé leurs utilisateurs à utiliser des effets initialement destinés à la guitare. L'effet le plus souvent associé au clavinet est la pédale wah-wah, mais on peut également l'entendre avec d'autres effets (distorsion, phaser, chorus…).

## Discographie indicative
- Stevie Wonder : I Was Made to Love Her (1967), Shoo-Be-Doo-Be-Doo-Da-Day (1968), I Don't Know Why (1969), Superstition, Higher Ground (1972), You Haven't Done Nothing (1974)
- Edgar Winter : Free Ride (1973) sur They Only Come Out At Night
- Commodores : « Machine Gun », « The Bump », « Young Girls Are My Weakness », « I'm Ready »
- Billy Preston : « Outa-Space » (1972)
- Emerson, Lake and Palmer : « Nut Rocker » (1972), « Tank »
- Eddie Kendricks : « Keep On Truckin » (1973)
- Kool & the Gang : Jungle Boogie, Life Is What You Make It, Street Corner Symphony, Rhyme Tyme People, Light of Worlds, Higher Plane, « Jungle Jazz »
- Alain Goraguer, « La Planète Sauvage », musique du film (1973)
- Rolling Stones « Doo Doo Doo Doo Doo (Heartbreaker) » (1973)
- Bob Marley and the Wailers : « Burnin' and Lootin' », « Rebel Music », « Stir It Up », « Concrete Jungle », « Easy Skanking », « Could You Be Loved », « No More Trouble », « Blackman redemption »
- The Band : « Up On Cripple Creek »
- Electric Light Orchestra : « Showdown » (1973), « Mission »
- Herbie Hancock : « Chameleon », « Watermelon Man » sur l'album Head Hunters (1973), il en joue aussi sur l'album Man-Child de 1975.
- Chick Corea avec le groupe jazz fusion Return to Forever sur l'album Where Have I Known You Before (1974), ainsi que sur les albums No Mystery (1975), Romantic Warrior (1976), Musicmagic (1977), Live (1977).
- Ike & Tina Turner : Nutbush City Limits (1973)
- Gentle Giant : Experience (1973), Cogs in Cogs, So Sincere (1974)
- Rick Wakeman : Album « Journey to the Center of the Earth » (1974)
- Chairmen of the Board : « Finders keepers » (1974)
- Serge Gainsbourg : « Sea, Sex and Sun », « Danger », « Cannabis », « Avant de mourir », « Dernière blessure », « La Horse », « L'alouette »
- Led Zeppelin : « Trampled Under Foot » (1975)
- Pink Floyd : Have a Cigar (1975), Shine On You Crazy Diamond (Part 8) (1975), Pigs (Three Different Ones) (1977)
- Stanley Clarke, album « Journey to Love », avec George Duke au clavinet  (1975)
- Jimmy Castor Bunch : « Bertha Butt Boogie », « King Kong », « Supersound » (1975)
- Walter Murphy & The Big Apple Band: « A Fifth Of Beethoven » (1976)
- Fleetwood Mac : You Make Loving Fun (1977)
- Andy Gibb : « Shadow Dancing » (1978)
- Red Hot Chili Peppers : « Warlocks »
- Thomas Fersen : « Pièce montée des grands jours », « Pégase », « Mon macabre »
- Thierry Romanens : Sur l'album « Le doigt », notamment sur la pièce « Quelqu'un Qui Nous Aime »
- Karkwa : Album  « Le pensionnat des établis »
- Ben Harper : « With my own two hands », « Brown eyed blues », « Bring the funk »
- Eels : « The Sound Of Fear »
- Teri Moïse : « Les Poèmes de Michelle »
- Alex Fredo : « La tête dans les nuages » (2011)
- Fred and The Pentagon : « Playing around », « State of mind » (2012)
- Jeff Beck - Album « Blow by Blow » : Max Middleton au Clavinet « You know what I mean », « Constipated duck », « Thelonious »
- Van der Graaf Generator : The Undercover Man de l'album Godbluff
- Sun Ra: « Atlantis»,« The Solar Myth Approach» et « Sub-Underground»